# Salawusu
Salawusu, auch Sjara-osso-gol oder Xarusgol  (chinesisch 薩拉烏蘇 / 萨拉乌素, Pinyin Sàlāwūsù) ist der Name einer nach dem gleichnamigen Fluss benannten archäologischen Fundstätte im südöstlichen Ordos-Gebiet im Uxin-Banner (乌审旗,  Wushen qi) der Inneren Mongolei in der Volksrepublik China. Salawusu ist der Name des Oberlaufs des Flusses Wuding He, eines Nebenflusses des Gelben Flusses  (Huang He). In der mongolischen Sprache steht Salawusu für „gelbes Wasser“.
Salawusu (Sjara-osso-gol) wurde 1922 bis 1923 von den französischen Jesuiten Émile Licent und Teilhard de Chardin erforscht. Es wurden Schädel-, Zahn- und Beinknochenfossilien aus dem späten Pleistozän entdeckt, die von chinesischen Forschern als „Hetao-Mensch“ (chinesisch 河套人), im englischen Sprachraum nach der Fundregion als „Ordos Man“ (Ordos-Mensch) bezeichnet werden. Den Funden wurde zeitweise ein Alter von 50.000 bis 35.000 Jahren zugeschrieben, dies galt jedoch nicht als gesichert. Neuere Angaben erwähnen ein Alter von 140.000 bis 70.000 Jahren. Die Funde wurden zunächst als früher anatomisch moderner Mensch (Homo sapiens) interpretiert, das heute berichtete, wesentlich höhere Alter verweist jedoch auf Homo erectus.
Auch die Sjara-osso-gol- oder Salawusu-Faunengemeinschaft (萨拉乌苏动物群,  Sàlāwūsū dòngwùqún) in der fluviatil-limnischen Ablagerungsschicht der Südostecke des Ordos-Hochplateaus, ist nach dem Fluss benannt.
Die Sjara-osso-gol-Fundstätte  bzw. Salawusu-Fundstätte (萨拉乌苏遗址,  Salawusu yizhi) steht seit 2001 auf der Liste der Denkmäler der Volksrepublik China (5-13).

## Belege
1. ↑  Hetao People and Their Salawusu Culture. Auf: china.org.cn, Stand: November 2024.
2. ↑  Große Chinesische Enzyklopädie, 1. A.
3. ↑  Peter Brown: Chinese Middle Pleistocene hominids and modern human origins in east Asia. In: Lawrence Barham und Kate Robson Brown (Hrsg.): Human Roots. Africa and Asia in the Middle Pleistocene. Western Academic & Specialist Publishers, Bristol 2001, S. 144, ISBN 978-0-9535418-4-3, Volltext (PDF; 3,5 MB)
4. ↑  Ordps, History and culture: Salawusu cultural relic site. Auf: chinadaily.com.cn, Stand: November 2024.
5. ↑  SHANG Hong, WEI Qi, WU Xiaohong: An issue on the date of fossil human remains from Salawusu, Inner Mongolia. In: Acta Anthropologica Sinica. Band 25, Nr. 1, 2006, S. 82–86, Zusammenfassung.

Koordinaten: 38° 8′ 56,8″ N, 108° 49′ 12″ O